# UFC on ESPN: Whittaker vs. Gastelum
UFC on ESPN: Whittaker vs. Gastelum (também conhecido como UFC on ESPN 22 e UFC Vegas 24) foi um evento de MMA produzido pelo Ultimate Fighting Championship no dia 17 de abril de 2021, no UFC Apex em Las Vegas, Nevada.

## Background
Uma luta no peso médio entre o ex-campeão Robert Whittaker e Paulo Costa iria ser a luta principal da noite. Entretanto, Costa se retirou da luta devido a uma gripe. Ele foi substituído por Kelvin Gastelum.
Uma luta no peso galo entre Tony Gravely e Nate Maness era esperada para ocorrer neste evento. Entretanto, Maness foi retirado do card devido a uma lesão e foi substituído por Anthony Birchak.
Jessica Penne e Hannah Goldy eram esperadas para se enfrentar neste evento, porém Goldy testou positivo para COVID-19 e a luta foi cancelada.

## Bônus da Noite
Os lutadores receberam US$50.000 de bônus:
- Luta da Noite:  Robert Whittaker vs.  Kelvin Gastelum
- Performance da Noite:  Gerald Meerschaert e  Tony Gravely